# Boryně ze Lhoty

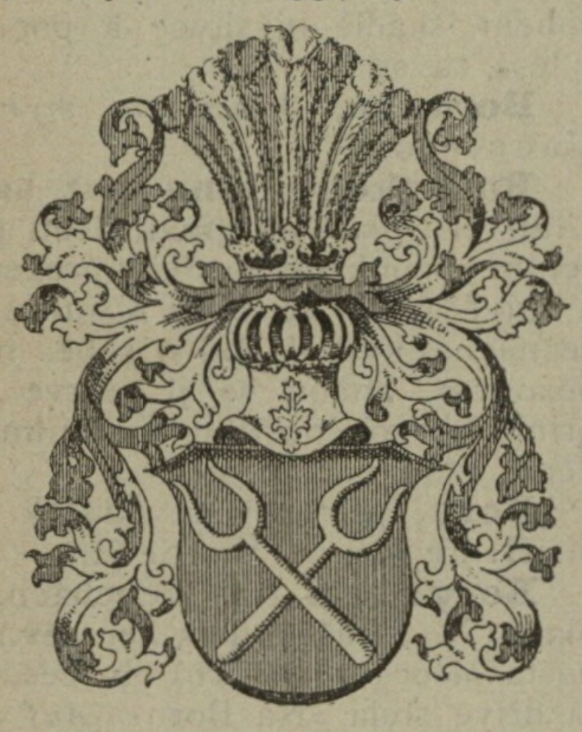
Wappen

Boryně ze Lhoty (auch Boreň ze Lhoty) war eine alte tschechische Adelsfamilie.

## Abstammung
Sie stammten aus Lhota bei Saaz. Der Name Boreň (später auch Boryně) ist eine Abkürzung des Vornamens Bořivoj, das später als deren Nachname verwendet wurde.

## Wappen
In ihrem Wappen trugen sie zwei gekreuzte Gabeln. Der Schild war rot, die Gabeln silbern mit goldenen Aufsätzen. Als Schmuck verwendeten sie acht Straußfedern, abwechselnd silbern und rot.

## Persönlichkeiten
In der 1. Hälfte des 15. Jahrhunderts. sind die Brüder Boreň, Benesch und Paul noch auf Lhota genannt. Johann Lhota von Lhota hielt vor 1472 einen Teil von Měcholupy. 
- Jan Boryně ze Lhoty (~1458; †1541 in Minice) erwarb um 1523 Míkovice bei Kralup. Er wurde zum königlichen Prokurator ernannt und gehörte 1526 zu denen, die Ferdinand zum König wählten. 
  - David gehörten Ländereien in Hostomice.
  - Heinrich (Jindřich) erbte Neosablitz, starb jedoch bald ohne Erben.
  - Georg (Jiřík) hielt Zeměchy und starb ebenfalls ohne Nachkommen.
  - Petr († 1560) hielt Lobeč, erbte das Vermögen seines Bruders Heinrich, kaufte 1559 Burg Schönburg mit Ländereien hinzu. 1560 erschoss man ihm zwischen Schönburg und Klösterle. Ehefrau: Benigna von Jendorf.
  - Zdislav († 1573), war Zuschneider des Erzherzogs Ferdinand. Ehefrau: Ludmila z Vřesovic. 
    - Markéta erbte Schönburg, die sie 1607 an Christoph von Vitzthum verkaufte. Ehemänner: Wenzel von Griespek und Wilhelm Hofer von Lobenstein.
    - Benigna. Ehemann: Ferdinand Renschberger von Renschberg (Renšpergár z Renšperku)

  - Johann (Jan) († 1577) erbte Míkovice, das er aber seinem Bruder David, Herrn auf Hostomice verkaufte.
    - Jaroslav
    - Jan
    - Bohuslav
    - Vratislav
    - Moritz (Mauryce)
    - Adam (†1566)
    - Wilhelm (†1557)
    - David erhielt zur Hälfte Zeměchy, sowie Lobeč und Míkovice. 1565 kaufte er Roztoky hinzu. Wegen seiner Teilnahme am Ständeaufstand wurden ihm seine Ländereien als Lehen gegeben, aus dem er jedoch kurz darauf wieder entlassen wurde. Anschließend war er Hauptmann des Kreises Schlan. Ehefrau: Lidmila von Ritschan. 
      - Johann (†1613) erbte von seiner Mutter einige Dörfer, erhielt ein Teil von Míkovice und Ředhošť, kaufte 1607 Schloss Mšený, erhielt dazu weitere Ländereien 1612, andere kaufte er hinzu. Ehefrau: Magdaléna von Roupov.
        - Dorota (†1620), Ehemann Otto Heinrich von Wartenberg
        - Katharina
        - Sibylle
        - Polyxena (†1615)
        - Johann David, erbte Mšený, kaufte 1631 Krašov hinzu, dass die Familie jedoch wegen hoher Verschuldung nach seinem Tod verlor. Ehefrau: Anna Ludmila von Dohalitz
        - Adam Wenzel war Herr auf Mikovice. Die Ländereien verkauften seine Töchter an Sezimov von Vrtba.
          - Maria Magdalena
          - Barbara Esther. Ehemann: Ladislav Hrobčický

      - Wenzel († 1619 in Vinaře) erbte von seinem Vater Roztoky und kaufte 1604 Kloster Vilémov hinzu. 
        - David erbte Roztoky. Ehefrau: Veronika von Gryspach. Wegen seiner Teilnahme am Ständeaufstand verlor er 1625 ein Fünftel seines Vermögens.
        - Johann erbte Höfe in Ctěnice, das er 1626 gegen Budeničky tauschte. Dies erbte nach seinem Tod sein Bruder Wilhelm.
        - Wilhelm (†1650) erbte Vilémov, dass er nach dem Ständeaufstand verlor. Ehefrau: Marie Elisabeth Mitrovská z Nemyšle.
        - Maximilian Franz
        - Ferdinand Wilhelm war Herr auf Cítkov.

## Weitere Persönlichkeiten
- Otto, erwähnt 1623 als Herr auf Březno, dass er nach dem Ständeaufstand an seine Ehefrau Mandaléna Boryňova verlor.
- Petr, emigrierte 1628, kehrte 1631 aber Zeit lang nach Böhmen zurück.
- Wilhelm Ignaz, war ein Sohn eines der oben genannten, lobte 1691 Königstreuer.
- Frant vermachte 1735 seine Höfe an seine Gattin Frau Barbara Katharina Enis und Konukwitz.

1758 beantragten Josef, Ignaz, Anna und Sophie die Aufnahme in den Ritterstand. Der Bitte wurde jedoch nicht entsprochen, da es sich um uneheliche Kinder handelte.